# Esferas de pedra da Costa Rica

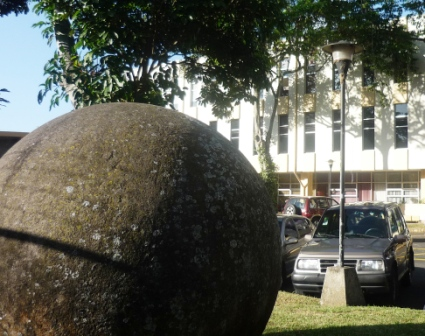
Esfera de pedra pré-colombiana, Universidade da Costa Rica

As esferas de pedra da Costa Rica (ou bolas de pedra) são um conjunto de mais de 300 petrosferas na Costa Rica, localizada no Delta Diquís na Ilha de Caño. Localmente, são conhecidas como Las Bolas. São comumente atribuídas à extinta Cultura Diquís e algumas vezes chamadas de Esferas Diquís. Também conhecidas como esculturas de pedra da área do Istmo Colombiano.

## Descrição
As esferas variam entre poucos centímetros a mais de 2 metros de diâmetro, e podem pesar mais de 15 toneladas.  Muitas foram feitas de gabro, um equivalente do basalto. Há dúzias feitas de calcário e outras de arenito.

## Localização geográfica
As esferas estão localizadas em Palmar Sur, uma área de aproximadamente 10 hectares previamente propriedade da United Fruit Company no plano de aluvião do Rio Térraba.
O sítio arqueológico de Palmar Sur está localizado na porção sul da Costa Rica, conhecida como Delta Diquís, e na parte mais ao sul da Província de Puntarenas. O Delta Diquís é definido como um plano de aluvião com fronteiras geográficas da Fila Grisera ao norte e leste, o Oceano Pacífico a oeste e as Montanhas Osa ao sul. Esta área é dividida em duas estações: úmida e seca. A estação seca de dezembro a março e a úmida no restante dos meses.

## Descrição do local

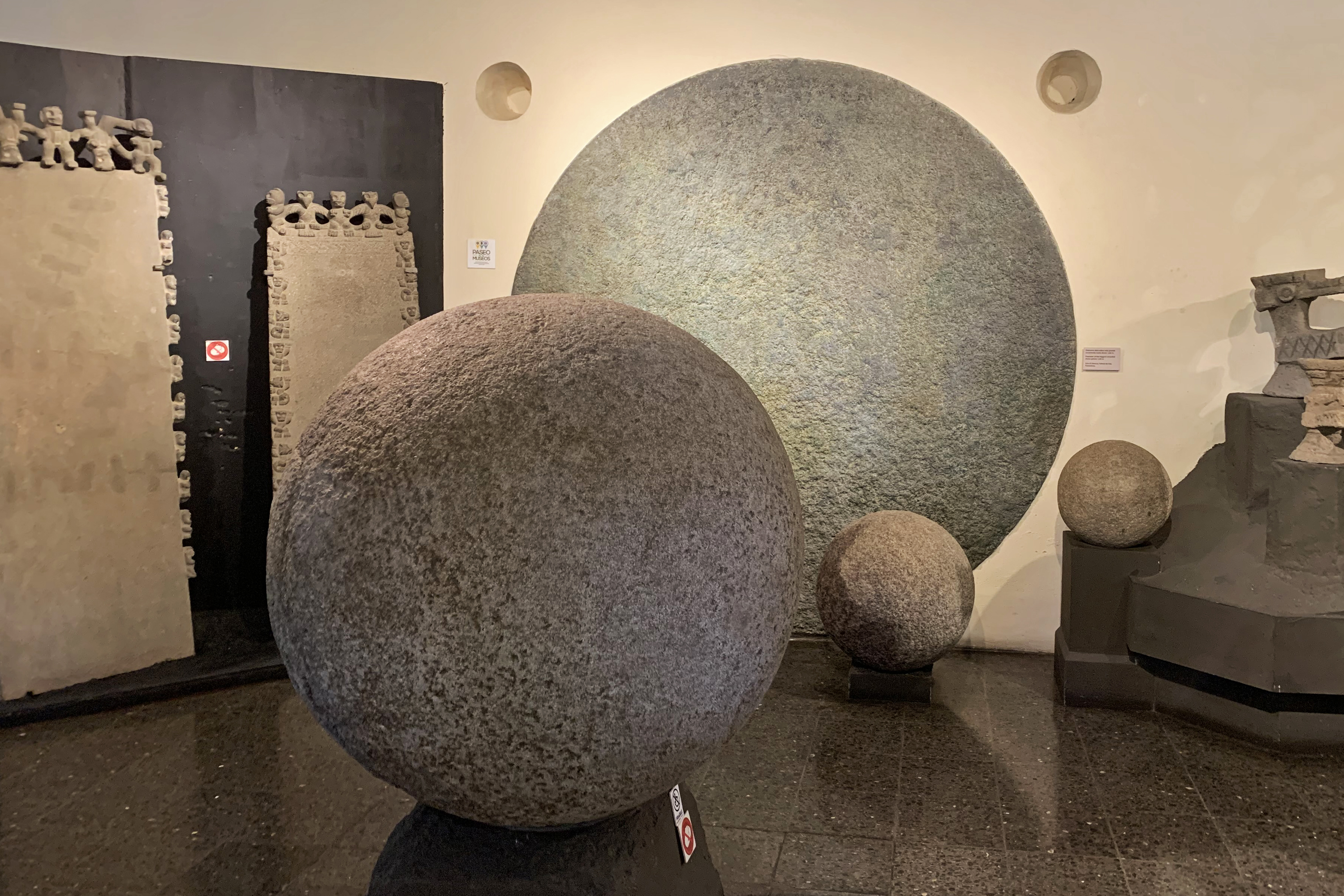
Várias esferas de pedras dos Diquís expostas no Museu Nacional da Costa Rica

O sítio arqueológico da Fazenda 6 data dos Períodos de Águas Buenas (300-800) e Chiriquí (800-1550) e é um sítio multifuncional que não contem só um assentamento mas também um cemitério e esculturas a monumentos arquitetônicos. A arquitetura monumental no local consiste de dois montes que foram construídos com muralhas feitas de pedras dos rios próximos e cobertos com terra. O local contem várias esferas grandes encontradas "in situ". Adicionalmente, já que muitas pedras foram de lá removidas e usadas como decoração, o local se tornou um local de armazenamento para as pedras que foram devolvidas ao Museu Nacional.

## História Pré-Colombiana
Acredita-se que as pedras foram criadas por volta do ano 600, sendo a maioria datada depois do ano 1000, mas antes da Colonização das Américas. O único método disponível para datação das pedras é a estratigrafia, mas muitas pedras não estão mais em sua localização original. A cultura do povo que criou estas pedras desapareceu após a Conquista Espanhola.

## História pós contato
As esferas foram descobertas na década de 1930 quando a United Fruit Company estava limpando a selva a fim de começar uma plantação de bananas. Os trabalhadores tiraram as esferas do meio do caminho com escavadeiras, causando dano a algumas. Inspirados pela história de El Dorado, os trabalhadores começaram a cavar buracos nas esferas e explodí-las com dinamite. Muitas das esferas foram destruídas antes das autoridades intervirem. Algumas das esferas dinamitadas foram restauradas e hoje em dia estão no Museu Nacional da Costa Rica em San José.
A primeira investigação científica das esferas foi feita logo após sua descoberta, por Doris Stone, filha de um executivo da United Fruit Company. Foi publicada em 1943 na American Antiquity, atraindo a atenção de Samuel Kirkland Lothrop do Museu Peabody de Arqueologia e Etnologia na Universidade de Harvard. Em 1948, ele e sua esposa escavavam um sítio arqueológico sem relação na região norte da Costa Rica. O governo abandonou seu exército profissional e a guerra civil resultante ameaçou a segurança da equipe de Lothrop. Em San José ele encontrou Doris Stone, que levou o grupo até a região do Delta Diquís no sudoeste) e proveu-os com valiosos contatos e dicas pessoas. Os achados de Lothrop foram publicados no revista Archaeology of the Diquís Delta, Costa Rica 1963.
Em 2010 o pesquisador da a Universidade de Kansas, John Hoopes, visitou o local das esferas de pedra e avaliou a sua elegibilidade para proteção como Patrimônio Mundial da UNESCO.

## Contexto histórico

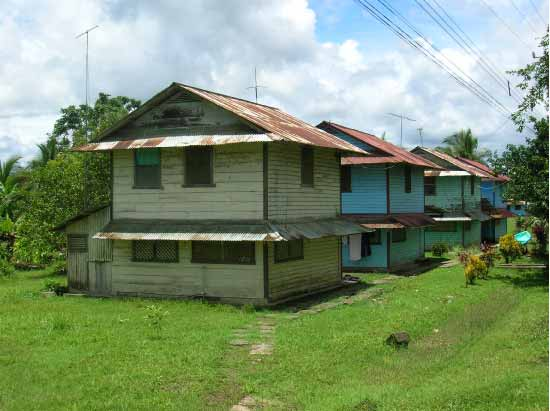
Remanescente da ocupação da UFCO em Palmar Sur

Antes da chegada da Companía Bananera de Costa Rica, um braço da United Fruit Company, e das plantações de banana na década de 1930, a vegetação nesta área tinha uma grande biodiversidade em fauna e flora. Os recursos disponíveis aos habitantes pré-Colombianos neste plano aluvial consistiam de recursos vindos dos rios, oceanos, incluindo florestas de mangue localizadas nos Rios Terraba e Sierpe.

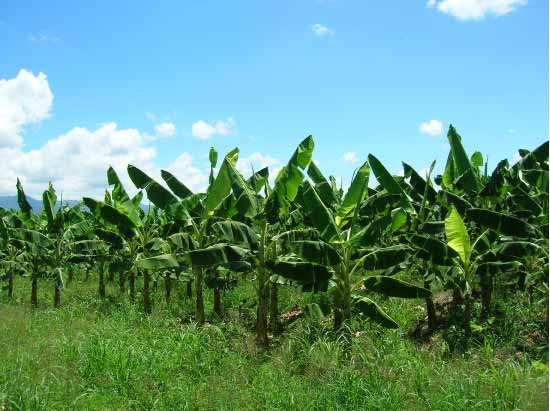
Paisagem moderna em Palmar Sur, Costa Rica

Os solos ricos da região facilitaram a agricultura desde 1930. A United Fruit Company dominou esta região sul com plantações de banana bem como fizeram na década de 1920 com Parrita e Quepos. A UFCO entrou em Palmar Sur em 1930 sob o nome de Companía Bananera de Costa Rica em um esforço a fim de evitar a legislação antimonopólio. Hoje a paisagem ainda é rica em terras de agricultura que são mantidas por cooperativas e consistem de plantações de banana e palma.
Hoje em dia há pesquisas acontecendo na "Fazenda 6" sob a direção de arqueólogos do Museu Nacional da Costa Rica. A primeira temporada de trabalho de campo com escavações arqueológicas foi feita em 2005. Os objetivos durante esta temporada incluíam a definição da área onde os montes estavam localizados, alinhamento das esferas e várias escavações associadas ao monte 2. Em 2007, na segunda temporada de escavações teve foco em escavações no monte 2. Durante esta temporada uma esfera de pedra foi descoberta "in situ" associada ao monte.

## Turismo
O arqueo-turismo é um conceito ainda relativamente novo na Costa Rica. O monumento nacional de Guayabo de Turrialba é um dos primeiros locais para este tipo de turismo. Turismo em escalas menores acontecem na Fazenda 6 mas aberto a visitas apenas com agendamentos. Os interessados em visitar o local devem entrar em contato com os arqueólogos do Museu Nacional da Costa Rica a fim de serem colocados em contato com os guias de Palmar Sur. Planos futuros do MNCR é abrir o local ao turismo em uma escala maior e incluir outros locais próximos.

## Mitos
Há numerosos mitos sobre as pedras, como o de que elas vem de Atlantis ou que foram feitas pela própria natureza. Algumas lendas locais alegam que os nativos tem acesso a uma poção capaz de amolecer as pedras. Pesquisas de Joseph Davidovits do Instituto Geopolímero na França ofereceu suporte a esta hipótese,  mas ainda não há evidências com suporte geológico ou arqueológico.
Fala-se que as esferas são perfeitas ou muito próximas da perfeição em seu formato circular, embora algumas variem um pouco no diâmetro. Também, as pedras foram danificadas ou erodidas com o passar dos anos, e é impossível saber exatamente seu formato original. Uma revisão do jeito como as pedras foram mensuradas por Lothrop revela que esta precisão é devida a erros de interpretação dos métodos usados nas medições. Embora Lothrop tenha publicado tabelas com figuras com três casas decimais, estas figuras tinham medidas médias tomadas por meio de fitas métricas, o que não é muito preciso.

## UNESCO
As esferas de pedra da Costa Rica foram incluídas na lista de patrimônio Mundial da UNESCO graças a "a serem exemplos únicos dos sistemas social, econômico e político do período de 500 a 1500 d.C. As esferas são distintas de quaisquer outras pela sua perfeição, número, tamanho e densidade, além de sua localização original"